# Nghi Lan (thành phố)
Thành phố Nghi Lan là huyện lỵ của Huyện Nghi Lan, Đài Loan. Người Hán bắt đầu định cư tại thành phố từ năm 1802. Hiện nay, thành phố là trung tâm thương mại và giao thông của cả huyện.

## Thành phố kết nghĩa
- Leawood, Kansas, Hoa Kỳ (1988)
- Madera, California, Hoa Kỳ (1994)